# مارک اورمود (ورزشکار)
مارک اورمود (انگلیسی: Mark Ormrod؛ زادهٔ ۱ دسامبر ۱۹۸۲) ورزشکار دو و میدانی، و دونده اهل استرالیا است.